# ADIVALOR
ADIVALOR (ou A.D.I.VALOR pour Agriculteurs, Distributeurs, Industriels pour la VALORisation des déchets agricoles) est un éco-organisme français. Créé par l'UIPP en 2001, avec une partie du monde agricole et industriel, il est initialement dédié à la récupération et l'élimination des déchets phytosanitaires (emballages vides), élargie ensuite à la gestion des déchets non biodégradables et/ou toxiques de l'agro-fourniture. 
ADIVALOR se charge, avec les chambres d'agriculture et l'appui des services compétents des ministères chargés de l'environnement et de l'agriculture, et avec l'aide de l'Agence de la Transition écologique (ADEME), d'organiser et gérer la collecte et l'élimination des déchets phytosanitaires professionnel et d'autres types de déchets autrefois souvent brûlés, abandonnés dans le sol ou la nature, jetés avec les déchets ménagers ou enfouis, et aujourd'hui collectées et traitées pour être valorisés, c'est-à-dire recyclées ou éliminées de manière respectueuse de l'environnement et conforme à la réglementation. Le financement de cette collecte est supposé « indolore » pour les agriculteurs, viticulteurs, fruticulteurs, car inclus dans le prix des intrants (écotaxe) répercutés sur le consommateur final.

## Histoire
Créée en 2001 par l'Union des industries de la protection des plantes (UIPP, qui s'est depuis rebaptisé Phyteis), pour répondre aux besoins croissants de gestion des bidons et restes de pesticides puis d'autres déchets agricoles en France. 
ADIVALOR rassemble des représentants d'industriels (y compris de la chimie des pesticides et de la plasturgie), d'agriculteurs et de distributeurs pour valoriser les déchets agricoles (toxiques et écotoxiques notamment) et promouvoir une agriculture plus durable et respectueuse de l'environnement.

## Missions
A.D.I.VALOR est chargé d'organiser et financer (grâce aux écotaxes) la collecte et l'élimination ou recyclage de certains agricoles, de proposer des méthodes pour améliorer ces processus, et informer les agriculteurs pour améliorer la prévention et la gestion des déchets.

## Résultats
Selon ADIVALOR, début 2025 , plus de 300 000 agriculteurs, et 1 376 opérateurs de collecte, bénéficient des services de la REP, qui gère plus de 25 flux de déchets agricoles. 
ADIVALOR, a mis en place des programmes de collecte pour divers types de déchets, dont les emballages de pesticides vides ou périmés, mais aussi : 
- des contenants vides de produits fertilisants et amendements (EVPF) ;
- des contenants vides de semences (de plus enrobées de pesticides) et de plants (EVSP) ;
- des contenants vides de « produits d'hygiène » pour l'élevage laitier (EVPHEL) ;
- des contenants vides du secteur viticole (produits œnologiques et d’« hygiène des caves » dits EVPOH) ;
- des bâches et autres plastiques agricoles usagés (films de paillage, films d'enrubannage, ficelles, filets, gaines d'irrigation ;
- équipements de protection individuelle (EPI ; masques, lunettes, gants, combinaisons..) usagés après utilisation par des agriculteurs ou prestataires de pulvérisation.

## Critiques
Malgré des résultats significatifs, et en progrès (seuil de 100 000 t/an de déchets gérées en 2024), dans la gestion de certains déchets agricoles, divers observateurs soulignent la nécessité d'encore améliorer la sensibilisation et la participation des agriculteurs. Par exemple, en 2009, dans le vignoble girondin, seuls 66 % des viticulteurs s'étaient mis en conformité avec la réglementation vis-à-vis du ramassage et de la gestion des déchets professionnels.